# Cola metallica
Espèce
Statut de conservation UICN

 CR A2c+3c+4c : 
En danger critique
Cola metallica Cheek est une espèce de plantes de la famille des Malvaceae et du genre Cola, selon la classification phylogénétique.
C'est un arbuste ramifié de 0,5 à 1,5 m de haut. Endémique du Cameroun, elle a été classée comme en danger critique d'extinction car tous les sites connus pour cette espèce se trouvent sur des terres menacées par l'exploitation forestière, le défrichement des forêts pour les plantations et l'agriculture familiale. C'est un arbuste ramifié de forêt pluviale à feuilles persistantes de basse altitude, à une altitude de 50-700 m. Présent dans la réserve forestière de Bakossi, Cola metallica a également été trouvé à Nguti, près de la réserve naturelle de Banyang Mbo. L'amélioration de la conservation dans les zones protégées existantes contribuerait à assurer la survie de cette espèce.